# Eichkogel (Wien)
Eichkogel är en kulle i Österrike.   Den ligger i  förbundslandet Wien, i den östra delen av landet, 14 km sydväst om huvudstaden Wien. Toppen på Eichkogel är 428 meter över havet, eller 45 meter över den omgivande terrängen. Bredden vid basen är 1,4 km.
Terrängen runt Eichkogel är kuperad åt sydväst, men åt nordost är den platt. Runt Eichkogel är det tätbefolkat, med 383 invånare per kvadratkilometer.. Närmaste större samhälle är Wien, 14,5 km nordost om Eichkogel. 
I omgivningarna runt Eichkogel växer i huvudsak blandskog.